# Beykozspor 1908 AS
Le Beykozspor 1908 AS est un club turc de football basé à Istanbul.
Le club évolue en première division de 1958 à 1966.

## Historique
- 1908 : fondation du club

## Divisions
- Division 1 (Super League) : de 1958 à 1966
- Division 2 (First League) : de 1966 à 1971, puis de 1972 à 1979, puis de 1980 à 1984, et enfin de 1986 à 1991
- Division 3 (Second League) : de 1971 à 1972, puis de 1979 à 1980, puis de 1984 à 1986, puis de 1991 à 2001, et enfin de 2007 à 2009
- Division 4 (Third League) : de 2001 à 2007, et enfin de 2009 à 2011